# Phasganocnema melanianthe
Phasganocnema melanianthe là một loài bọ cánh cứng trong họ Cerambycidae.